# Parmaturus bigus
Parmaturus bigus — вид рода кошачьих акул-парматурусов (Parmaturus) семейства кошачьих акул (Scyliorhinidae). Описан недавно по единственному известному экземпляру.

## Таксономия
Впервые описан в 2007 году в научном журнале «Zootaxa». Голотип представляет собой взрослую самку длиной 71 см, пойманную у берегов Квинсленда, Австралия, в 1985 году.

## Ареал и среда обитания
Этот вид обитает в западной части Тихого океана у берегов Квинсленда на глубине 590—606 м.

## Описание
У Parmaturus bigus мягкое тело с бархатистой кожей, покрытой плакоидной чешуёй с тремя зубцами. Окрас ровного жёлто-коричневого цвета. Края плавников немного бледнее основного окраса. Каудальные края дорсальных, хвостового и анального плавников имеют белую окантовку. Дорсальный хвостовой гребень хорошо развит, вентральный хвостовой гребень отчётлив, но невысок. Гребни покрыты увеличенными чешуйками Зубы также имеют удлинённый центральный зубец и два небольших латеральных острия. На верхней челюсти имеется 120 зубных рядов. Первый спинной плавник слегка сдвинут назад относительно середины тела. Расстояние от кончика морды до основания первого спинного плавника составляет 54,9 % от длины тела. Брюшные плавники расположены перед серединой тела. Расстояние от кончика морды до основания грудных плавников составляет 48,9 % длины тела. Морда относительно короткая, длина рта составляет 3,6 % от длины тела. По углам рта имеются короткие губные борозды. Голова короткая. Второй спинной плавник крупнее первого. Всего 144 позвонка.

## Взаимодействие с человеком
Опасности для человека не представляет. Коммерческой ценности не имеет. Для определения статуса сохранности вида недостаточно данных.